# سینمای ایران: از مشروطیت تا سپنتا
سینمای ایران از مشروطیت تا سپنتا فیلم مستندی ایران در ۱۳۴۹ است که به کارگردانی و نویسندگی محمد تهامی‌نژاد، پژوهشگر در تاریخ، منتقد و مستندساز، تولید شده است. این فیلم بازگوکنندهٔ ورود فیلم به ایران و شکل‌گیری سینما از دورهٔ مشروطیت تا فیلم‌سازی عبدالحسین سپنتا در هندوستان است.
این فیلم نخستین کوشش در ثبت چهره‌های تاریخ سینمای ایران به شمار می‌رود. این کار با جمع‌آوری و معرفی فیلم‌هایی همراه شد که سال‌ها از دسترس خارج بودند. در سینمای ایران؛ از مشروطیت تا سپنتا، تهامی‌نژاد کوشیده است مجموعه‌ای از شیوه‌های سینمای مستند محض را تجربه کند؛ از بازسازی واقعیت تا سینمای مستقیم. از این رو، این فیلم را یک اثر تجربی می‌داند.

## پی‌نوشت
1. ↑  «سینمای ایران از مشروطیت تا سپنتا». آفتاب.
2. ↑  «محمد تهامی‌نژاد (پژوهشگر و فیلمساز مستند)، صفحهٔ اطلاعات کاربر در سایت انسان‌شناسی و فرهنگ،». ۲۹ شهریور ۱۳۸۹. بایگانی‌شده از اصلی در ۱۱ اوت ۲۰۱۱. دریافت‌شده در ۱۸ اوت ۲۰۱۱.
3. ↑  «صفحه‌ی اطلاعات نویسندگان در پایگاه آی‌کتاب». بایگانی‌شده از اصلی در ۴ مارس ۲۰۱۶. دریافت‌شده در ۱۸ اوت ۲۰۱۱.
4. ↑  خبرآنلاین. ««از مشروطیت تا سپنتا» اثری پیشگام از فیلمسازی است که ۲۸ سال دارد».
5. ↑  ایسنا. «مستند «از مشروطیت تا سپنتا» در موزه سینما».
6. ↑  مهر. «نمایش مستند «از مشروطیت تا سپنتا» در موزه سینما».
7. ↑  دانشجو. «نمایش مستند «از مشروطیت تا سپنتا» در موزه سینما».
8. ↑  مهر. «روایت محمد تهامی‌نژاد از «سینمای ایران: از مشروطیت تا سپنتا»».
9. ↑  سینما پرس. «برگزاری نشست پژوهشی تاریخ و سینما».